# Seleção Holandesa de Futebol Americano
A Seleção Holandesa de futebol americano, é a representante no futebol americano da Holanda. É controlada pela AFBN. Eles são membros da EFAF.

## Uniformes
| Helmet   |      |           |
| Left arm | Body | Right arm |
| Trousers |      |           |
| Socks    |      |           |
| Casa     |      |           |

| Helmet   |      |           |
| Left arm | Body | Right arm |
| Trousers |      |           |
| Socks    |      |           |
| Fora     |      |           |